# Ауґустув (гміна Пйонкі)
Ауґустув (пол. Augustów) — село в Польщі, у гміні Пйонки Радомського повіту Мазовецького воєводства.
Населення — 535 осіб (2011).

## Демографія
Демографічна структура станом на 31 березня 2011 року:
|          | Загалом | Допрацездатний вік | Працездатний вік | Постпрацездатний вік |
| -------- | ------- | ------------------ | ---------------- | -------------------- |
| Чоловіки | 277     | 71                 | 185              | 21                   |
| Жінки    | 258     | 66                 | 146              | 46                   |
| Разом    | 535     | 137                | 331              | 67                   |